# EF-111 Raven
General Dynamics/Grumman EF-111A Raven ((engelsk): ravn) var et fly beregnet til elektronisk krigsførelse. Flyet var bygget efter F-111 Aardvark-designet og erstattede den forældede Douglas EB-66 i det amerikanske luftvåben.
Det amerikanske luftvåben kontaktede flyfabrikanten Grumman i 1972 og bad dem konvertere en række af de allerede eksisterende F-111A fly til en variant til elektronisk krigsførelse. Man havde overvejet at indføre EA-6B Prowler, der benyttedes af den amerikanske flåde, men der var modvilje mod at indføre et flådefly. Ironisk nok blev EA-6B Prowler brugt i 1990'erne til at udfylde EF-111A's rolle efter at den var blevet udfaset.
De havde ingen bombelast men derimod 3,5 tons elektronisk udstyr bl.a. AN/ALQ-99 radar-jammer. EF-111 skelnes let fra bombeflyudgaven med dets store bule på halefinnen. Deri var anbragt forskellige antenner. EF-111 eskorterede jagerbombere igennem fjendtligt luftrum og kunne også udføre afledningsmanøvrer. EF-111 blev operativt i 1981 og blev brugt i diverse træfninger i firserne samt ikke mindst Golfkrigen i 1991 med 1.300 missioner.

## EF-111 i kamp
EF-111 blev brugt i kamp under Operation El Dorado Canyon (gengældelsesangrebet på Libyen i 1986), Operation Just Cause i Panama i 1989 og Operation Ørkenstorm i 1991. En EF-111 med mandskab gik tabt under Operation Ørkenstorm.